# Volkswagen T-Cross
Volkswagen T-Cross — компактний передньоприводний кросовер виробництва німецької компанії Volkswagen.

## Опис
Модель збудовано на платформі MQB.
Довжина машини - 4107 мм.

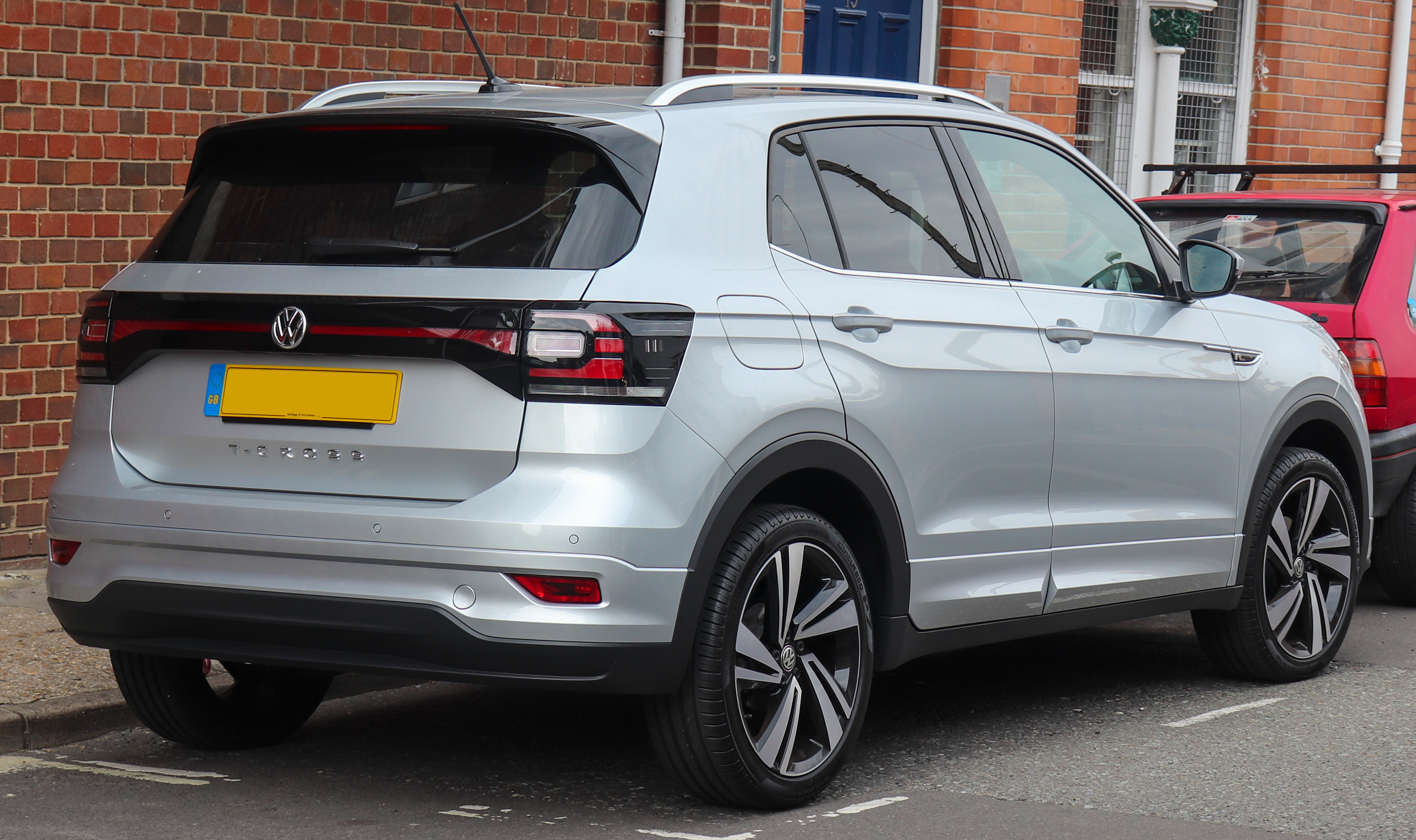
Volkswagen T-Cross

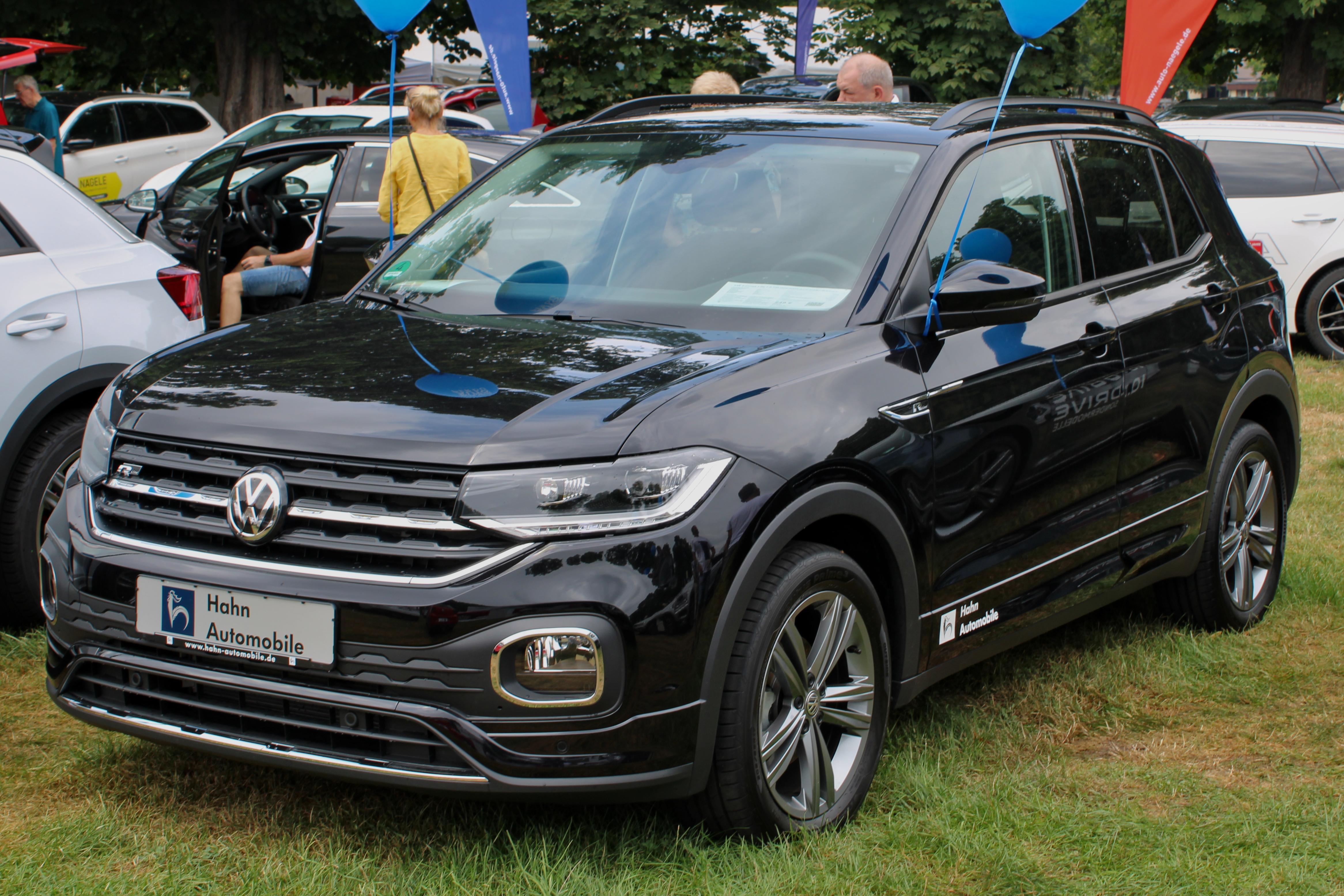
Volkswagen T-Cross R-Line

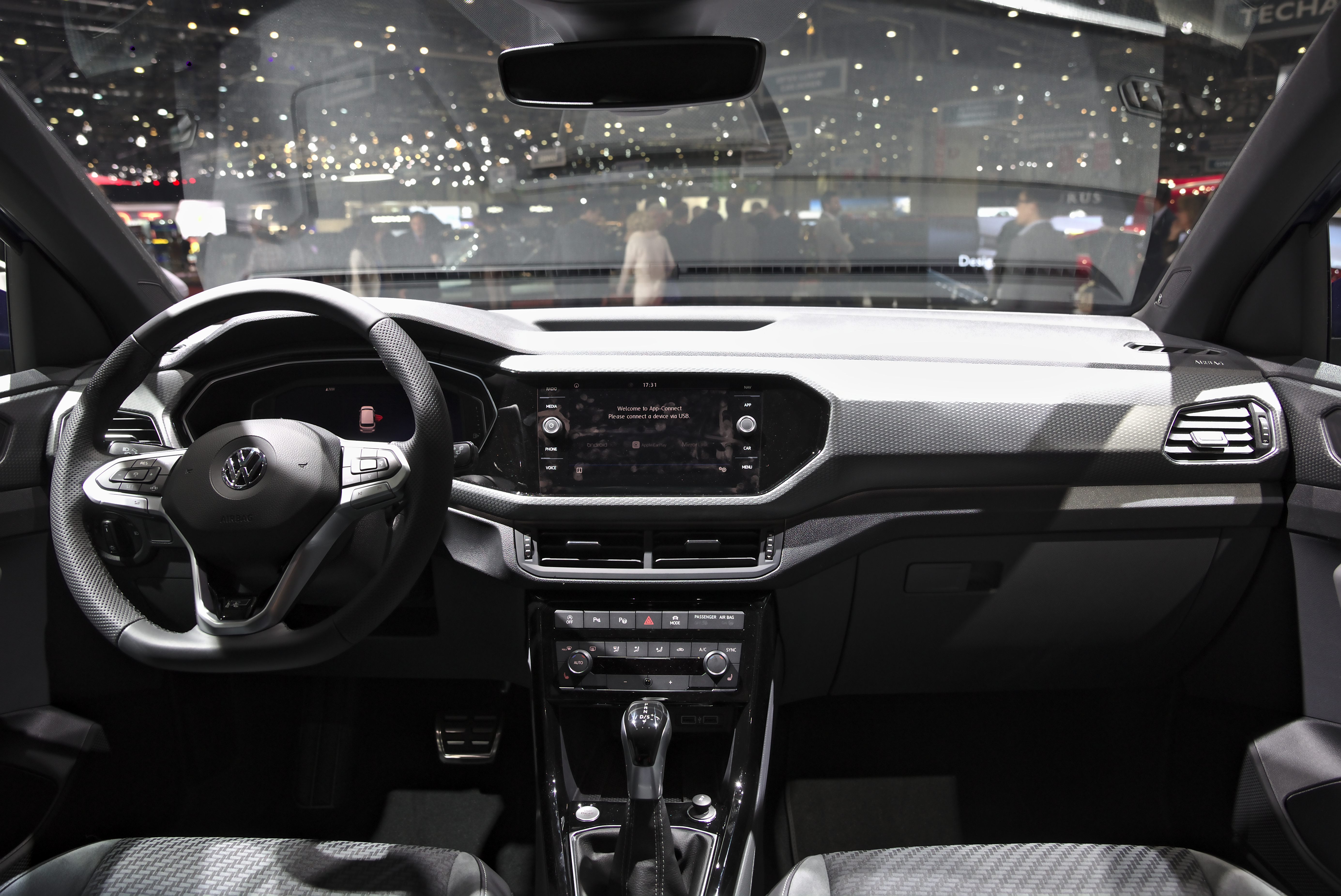
Volkswagen T-Cross R-Line

Щоб було більше місця для ніг або багажу у відсіку, задній диван можна рухати, як в Citroën C3 Aircross.
Для Ті-кроса приготовлено три бензинових двигуна і один дизель, все відповідають нормам Euro 6D-TEMP. Агрегат 1.0 TSI на 95 к.с. (175 Нм) поєднується тільки з п'ятиступінчастою «механікою» і розганяє машину з нуля до сотні за 11,5 с. Варіант 1.0 TSI на 115 к.с. (200 Нм) передбачає вибір між шестиступінчастою «механікою» і семиступінчастим «роботом» DSG, а динаміка в обох випадках 9,9 с. Є також мотор 1.5 TSI (150 к.с., 250 Нм), з яким покладено тільки «робот» на сім передач. З нуля до сотні така версія розганяється за 7,8 с, а максималка досягає 220 км/год. Можна вибрати і дизель 1.6 TDI (95 к.с., 250 Нм). З ним час розгону з нуля до ста - 12,0 с (з п'ятиступінчастою «механікою») або 12,4 с (з семиступінчастим «роботом»). У всіх виконаннях привід - передній.
Цифрова приборка з можливістю виведення карти (наявність залежить від комплектації), бездротова зарядка для смартфонів, до чотирьох портів USB. Як опція доступна 300-ватна аудіосистема Beats Audio з сабвуфером в багажнику.
Штатний комплекс систем безпеки включає в себе стеження за розміткою (Lane Assist), попередження про ризик зіткнення з автоматичним гальмуванням на міських швидкостях, виявлення пішоходів, моніторинг сліпих зон дзеркал і поперечного трафіку ззаду (Front Assist), проактивну систему захисту пасажирів з автоматичним підтягуванням ременів, закриттям вікон і люка і підняттям тиску в гальмівній системі перед аварією.
Крім початкового, покупцям будуть запропоновані виконання Life і Style, а на додачу до них - пакет R-line (який стосується і зовнішність, і салон), дизайн-пакети для інтер'єру, в тому числі зі вставками Black, Energetic Orange або Bamboo Garden, двоколірні крісла, вставка на центральній панелі з тривимірним ефектом і інші можливості по персоналізації.
Паркетник збирається на конвеєрі заводу Volkswagen в Наварра (Іспанія), там де Polo (пізніше цю модель також запустять на заводах в Південній Америці та Китаї - відповідно для цих ринків).

## Двигуни
- 1.0 TSI VW EA211 І3 95/115 к.с.
- 1.5 TSI VW EA211 evo І4 150 к.с.
- 1.6 TDI VW EA288 І4 95 к.с.